# Biréli Lagrène
Biréli Lagrène (ur. 4 września 1966) – gitarzysta francuski pochodzenia cygańskiego, tworzy muzykę jazzową o korzeniach etnicznych, inspirowaną w znacznym stopniu twórczością Django Reinhardta. W latach 80. tworzył muzykę jazz-rockową, m.in. nagrywając z Jaco Pastoriusem.

## Dyskografia
- Routes to Django (1980)
- Birelli Swing (1981)
- Fifteen (1982)
- Live with Vic Juris (1985)
- Lagrene and Guests (1986)
- Foreign Affairs (1988)
- Inferno (1988)
- Stuttgart Aria (1988) – z Jaco Pastoriusem
- Acoustic Moments (1990)
- 15 (1990)
- Standards (1992)
- Live at Carnegie Hall (1993)
- Live in Marciac (1994)
- My Favorite Django (1995)
- Birelli Lagrene and Special Guests (1998)
- Blue Eyes (1998)
- Live (1999)
- Gypsy Project (2001)
- A Tribute to Django Reinhardt (2001)
- Duet (2002) – z Sylvainem Lukiem
- Gypsy Project and Friends (2002)
- Move (2005)
- The Guitars (2006)
- Djangology (2006)
- Solo: To Bi or Not To Bi (2006)
- Just The Way You Are (2007)
- Gipsy Routes (2008)
- Electric Side (2008)
- Gipsi Trio (2009)